# Czerwone Skały (Macelowa Góra)

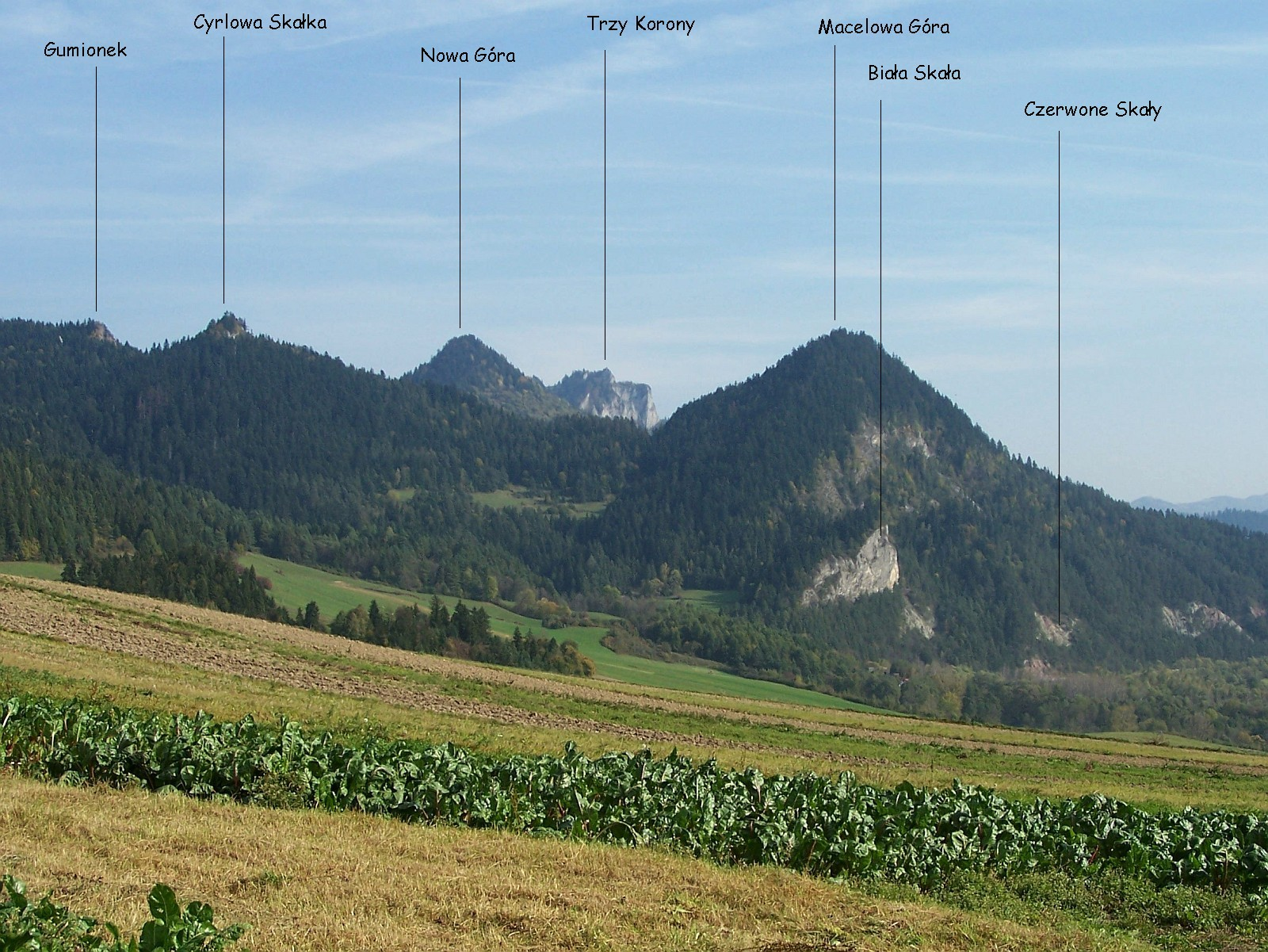
Widok od południowo-zachodniej strony

Czerwone Skały, Czerwona Skała – skały w Pieninach Czorsztyńskich na południowo-zachodnich stokach Macelowej Góry, po wschodniej stronie Białych Skał. Osiągają wysokość 791 m n.p.m. i powstały w wyniku podcięcia stoków Macelowej Góry przez wody Dunajca. Czerwone Skały zbudowane są z kolorowych margli z wkładkami piaskowców. Tworzą pas o długości około 150 metrów wznoszący się tuż nad drogą do Sromowiec Niżnych. Są na nich nieczynne małe kamieniołomy, dawniej wykorzystywane dla potrzeb miejscowego budownictwa. Znajdują się na obszarze Pienińskiego Parku Narodowego, w granicach wsi Sromowce Wyżne, w województwie małopolskim, w powiecie nowotarskim w gminie Czorsztyn.
Nazwa Czerwonych skał występuje już na mapie z 1771 r., oraz w notatkach Stanisława Staszica, który jako pierwszy badał jej wapienie. U północnych podnóży Czerwonych Skał znajduje się zagroda „Skałka” i kaplica Ducha Świętego. Z rzadkich roślin na skałach tych rośnie przetacznik pokrzywolistny – gatunek w Polsce znany zaledwie z kilku miejsc w Pieninach i Beskdzie Sądeckim.